# 우두귀와 마두귀

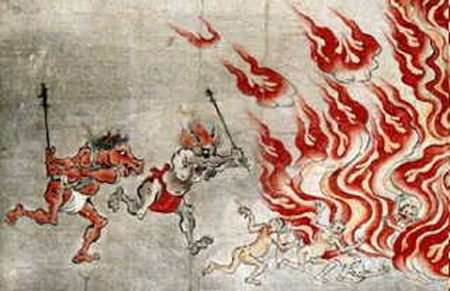

우두귀(牛頭鬼, 산스크리트어: गोशीर्ष 고시르샤)와 마두귀(馬頭鬼, 산스크리트어: अश्वशीर्ष 아스바시르샤)는 불교의 지옥에서 망자들을 고문하며 벌주는 옥졸이다. 몸은 사람 몸이지만 머리가 각각 소와 말의 모습을 하고 있다.
『대불정수금엉경』, 『십왕겅』 등에 등장한다. 지옥의 모습을 묘사한 민간 서적이나 변문에도 널리 언급되었다. 불교 사상에 기반한 지옥 옥졸이라는 개념은 육조시대 이후 중국 소설류에 산견된다. 일본에서도 "육도윤회도", "십왕도", "지옥초지" 등 지옥도에 소머리 옥졸과 말머리 옥졸이 스테레오타입처럼 그려져 있어 낯설지 않다.

## 같이 보기
- 디오스쿠로이
- 중국의 민간신앙
- 야누스
- 금강역사
- 종규